# Mohammed Haddou Echiguer
Mohamed Haddou Echiguer (1932 - 15 février 2022) était un homme politique marocain.

## Biographie
Muhammad Haddou Echiguer est né aux environs de la ville de Khemisset, où son père enseignait le Saint Coran et les sciences religieuses. Il a occupé plusieurs postes ministériels et a été l'un des fondateurs du Parti libéral aux côtés d'Ahmed Osman. Originaire de la tribu saharaouie Oulad Bni Sebaâ, connue pour être un fief de Oulémas dont des factions ont élu domicile au Haouz et dans le Gharb. Il était passionné par la science et le savoir, et il a obtenu un doctorat sur la littérature d'Al-Jahiz .

## Postes
Il a été ministre de l'Intérieur du marocain entre 1975 et 1977 et est l'un des fondateurs du parti Rassemblement national des libéraux. Il a été élu représentant parlementaire au premier parlement marocain en 1963 . En 1970, il est élu à la Chambre des Représentants, représentant la ville de Khouribga . Entre 1964 et 1977, il occupe plusieurs portefeuilles ministériels, dont:
Dans le gouvernement de Bahnini:
- Secrétaire d'État chargé de l'Information, du Tourisme, des Beaux-Arts et de l'Artisanat traditionnel du 13 novembre 1963 au 20 août 1964.
- Ministre des Postes et Télécommunications du 20 août 1964 au 8 novembre 1965.
- Ministre des Postes et Télécommunications du 8 juin 1965 au 11 novembre 1967 dans le quatrième gouvernement de Hassan II
- Ministre de la Défense nationale du 6 juillet 1967 au 4 août 1971 dans le gouvernement Benhaima/Laraki[5].

Dans le gouvernement Lamrani:
- Ministre de l'Enseignement primaire du 4 août 1971 au 5 avril 1972.

Dans le gouvernement d'Osman:
- Ministre de l'Éducation nationale du 20 novembre 1972 au 11 mars 1973.
- Ministre de l'Intérieur du: 11 mars 1973 au 10 octobre 1977.
- Ministre chargé des relations avec le Parlement du 10 octobre 1977 au 27 mars 1979[6].

Dans le premier gouvernement Bouabid
Ministre chargé des relations avec le Parlement du 27 mars 1979 au 5 octobre 1981 .

## Décès
Il est décédé le mardi 15 février 2022, à Rabat, à l'âge de quatre-vingt-dix ans ,  ,,, ,.

## Réferences
1. ↑  « لائحة الحكومات المغربية », web.archive.org,‎ 16 juillet 2016 (consulté le 6 décembre 2023)
2. ↑  « Décès à Rabat de l'ancien ministre Haddou Chiguer, 90 ans », sur www.maroc-hebdo.press.ma (consulté le 8 juillet 2024)
3. ↑  « الوزير السابق محمد حدو الشيكر في ذمة الله » [archive du 16 فبراير 2022], medi1news (consulté le 16 février 2022)
4. ↑  « الولاية التشريعية الأولى (1963-1965) » [archive du 4 novembre 2023]
5. ↑  « الجريدة الرسمية عدد 2852 » [archive du 25 décembre 2023]
6. ↑  « الجريدة الرسمية عدد 3389 » [archive du 26 décembre 2023]
7. ↑  « الجريدة الرسمية عدد 3466 » [archive du 22 أبريل 2021], web.archive.org (consulté le 25 décembre 2023)
8. ↑  (ar) « محمد حدو الشيكر رحيل رجل خبر دهاليز السياسة وأحب الفكر والثقافة » [archive du 17 février 2022], التجمع الوطني للأحرار,‎ 17 février 2022 (consulté le 6 décembre 2023)
9. ↑  « الوزير السابق محمد حدو الشيكر في ذمة الله » [archive du 4 octobre 2023], www.maparchives.ma (consulté le 4 octobre 2023)
10. ↑  (ar) « الوزير السابق الشيكر في ذمة الله » [archive du 15 فبراير 2022], Hespress - هسبريس جريدة إلكترونية مغربية,‎ 15 février 2022 (consulté le 16 février 2022)
11. ↑  (ar) « برقية تعزية ومواساة من جلالة الملك إلى أفراد أسرة المرحوم محمد حدو الشيكر » [archive du 14 mars 2022], Maroc.ma,‎ 17 février 2022 (consulté le 6 décembre 2023)
12. ↑  « الوزير السابق محمد حدو الشيكر في ذمة الله » [archive du 16 فبراير 2022], www.menara.ma (consulté le 16 février 2022)
13. ↑  (ar) « وفاة وزير الدفاع والداخلية المغربي الأسبق » [archive du 28 août 2023], aawsat.com (consulté le 25 décembre 2023)